# Menjagrà de capell
El menjagrà de capell (Sporophila pileata) és un ocell de la família dels tràupids (Thraupidae).

## Hàbitat i distribució
Habita matolls i boscos del nord-est de Bolívia, centre i sud del Brasil, Paraguai, nord-est de l'Argentina i Uruguai.